# Václav Jílek (herec)
Václav Jílek (* 27. března 1981 Praha) je český divadelní a filmový herec.

## Život
V jedenácti letech se stal členem Dismanova rozhlasového dětského souboru. Po studiích na gymnáziu a absolutoriu na DAMU působil v divadle F. X. Šaldy v Liberci.
Aktuálně hostuje v Divadle Na Jezerce, ve Studiu DVA a v souboru pohybového divadla Veselé skoky. V televizi hrál v pohádce Trampoty vodníka Jakoubka, seriálu Dobrá čtvrť, detektivních příbězích Ach, ty vraždy! a seriálu Doktoři z Počátků.
S přítelkyní Martinou Nedvědovou má dceru Annu Jílkovou.

## Filmografie
| Rok  | Název                        | Role                          | Poznámky                             |
| ---- | ---------------------------- | ----------------------------- | ------------------------------------ |
| 2004 | Nadměrné maličkosti          | student                       | televizní seriál, epizoda: „Nehoda“  |
| 2005 | Dobrá čtvrť                  | Karel Kubata                  | televizní seriál, 5 epizod           |
| 2005 | Trampoty vodníka Jakoubka    | Tonda Vomáčka                 | televizní film                       |
| 2005 | Na prahu                     |                               | studentský film                      |
| 2007 | Paní z Izieu                 | mladý policista v Montpellier | televizní film                       |
| 2008 | Rudý baron                   |                               |                                      |
| 2009 | První krok                   |                               | televizní seriál                     |
| 2010 | Ach, ty vraždy!              | poručík Kamil Kalenda         | televizní seriál                     |
| 2011 | Micimutr                     | princ Ivan                    |                                      |
| 2011 | Muži v naději                | mladý Rudolf                  |                                      |
| 2012 | Láska je láska               |                               |                                      |
| 2012 | Stín smrtihlava              | revizor                       | televizní film                       |
| 2012 | Kriminálka Anděl             | Jakub Vráb                    | televizní seriál, epizoda: „Panenka“ |
| 2013 | Doktoři z Počátků            | Ondřej Bílek                  | televizní seriál                     |
| 2013 | Donšajni                     | mladý Jakub                   |                                      |
| 2013 | Šikmá plocha                 |                               | studentský film                      |
| 2016 | Muzikál aneb Cesty ke štěstí | barman                        |                                      |
| 2016 | Všechny moje lásky           | Adam                          | televizní seriál                     |
| 2017 | Miluji tě modře              | David Bárta                   |                                      |